# Бърдаричи (община Пале)
Блющевац (на сръбски: Бљуштевац) е село в Босна и Херцеговина, разположено в община Пале, в ентитета на Република Сръбска. Преброяването на населението през 2013 г. показва, че селото е безлюдно.

## Население
Численост на населението според преброяванията през годините:
- 1961 – 204 души
- 1971 – 140 души
- 1981 – 112 души
- 1991 – 88 души
- 2013 – 0 души